# Narine Antonyan
Narine Korjunowna Antonyan (auch Antonjan oder Antonian; armenisch Նարինե Անտոնյան, russisch Нарине Корюновна Антонян; * 22. Januar 1961 in Jerewan, Armenische SSR, UdSSR) ist eine ehemalige armenische Tischtennisspielerin, die in den 1980er Jahren zur Weltspitze gehörte. Sie wurde vier Mal Europameister.

## Jugend
Von 1976 bis 1978 wurde Antonyan sechs Mal für die Jugend-Europameisterschaft nominiert. Dabei holte sie sieben Goldmedaillen: 1977 im Einzel, Doppel mit Valentina Popovová und Mixed mit Vasilij Putilowsky sowie 1978 im Doppel mit Popovová. Dazu kommen drei Titelgewinne mit dem russischen Jugendteam.

## Erwachsene
Bei den Erwachsenen nahm Antonyan an allen fünf Europameisterschaften von 1978 bis 1986 teil. Dabei wurde sie 1980 und 1984 Europameister im Doppel mit Valentina Popovová und mit der russischen Mannschaft. 1978 kam sie ins Doppel-Halbfinale (mit Popovová), 1986 erreichte sie im Mannschaftswettbewerb das Endspiel.
Beim Europäischen Ranglistenturnier TOP-12 erzielte sie 1985 Platz sieben.
Vier Mal wurde sie für die Teilnahme an Weltmeisterschaften nominiert, nämlich 1979, 1981, 1985 und 1993. Ihr größter Erfolg war Platz vier mit dem Damenteam 1979 und 1981.
Seit Ende der 1990er Jahre spielte sie beim SSV Hagen in der deutschen Oberliga und Regionalliga. Daneben trainiert sie den Nachwuchs beim Verein TSV 1863 Herdecke. Zur Saison 2011/2012 wechselte Narine Antonyan zum TTC Hagen und kümmerte sich dort um die Nachwuchsförderung. Seit 2013 spielt sie beim DJK Blau-Weiß Annen in der Verbandsliga.

## Privat
Narine Antonyan hat 1985 geheiratet und hat ein Kind (* 1986). Ihre ältere Schwester Elmira ist auch international erfolgreich.

## Turnierergebnisse
| Verband | Veranstaltung                         | Jahr | Ort       | Land | Einzel        | Doppel        | Mixed        | Team |
| ------- | ------------------------------------- | ---- | --------- | ---- | ------------- | ------------- | ------------ | ---- |
| URS     | Europameisterschaft                   | 1986 | Prag      | TCH  | letzte 16     |               |              | 2    |
| URS     | Europameisterschaft                   | 1984 | Moskau    | URS  | letzte 16     | Gold          |              | 1    |
| URS     | Europameisterschaft                   | 1982 | Budapest  | HUN  | Viertelfinale | Viertelfinale |              |      |
| URS     | Europameisterschaft                   | 1980 | Bern      | SUI  | Viertelfinale | Gold          |              | 1    |
| URS     | Europameisterschaft                   | 1978 | Duisburg  | FRG  |               | Halbfinale    |              |      |
| URS     | Jugend-Europameisterschaft (Kadetten) | 1977 | Vichy     | FRA  | Gold          |               |              | 1    |
| URS     | Jugend-Europameisterschaft (Kadetten) | 1976 | Modling   | AUT  |               |               |              | 1    |
| URS     | Jugend-Europameisterschaft (Junioren) | 1978 | Barcelona | ESP  |               | Gold          |              | 1    |
| URS     | Jugend-Europameisterschaft (Junioren) | 1977 | Vichy     | FRA  |               | Gold          | Gold         |      |
| URS     | EURO-TOP12                            | 1985 | Barcelona | ESP  | 7             |               |              |      |
| ARM     | Weltmeisterschaft                     | 1993 | Göteborg  | SWE  | Qual          | Qual          | keine Teiln. | 19   |
| URS     | Weltmeisterschaft                     | 1985 | Göteborg  | SWE  | letzte 32     | Viertelfinale | letzte 32    | 5    |
| URS     | Weltmeisterschaft                     | 1981 | Novi Sad  | YUG  | letzte 64     | letzte 16     | Qual         | 4    |
| URS     | Weltmeisterschaft                     | 1979 | Pyongyang | PRK  | letzte 64     | letzte 16     | letzte 32    | 4    |